# Station Alderley Edge
Alderley Edge is een station van National Rail in Alderley Edge, Cheshire East in Engeland. Het station is eigendom van Network Rail en wordt beheerd door Northern Rail. 

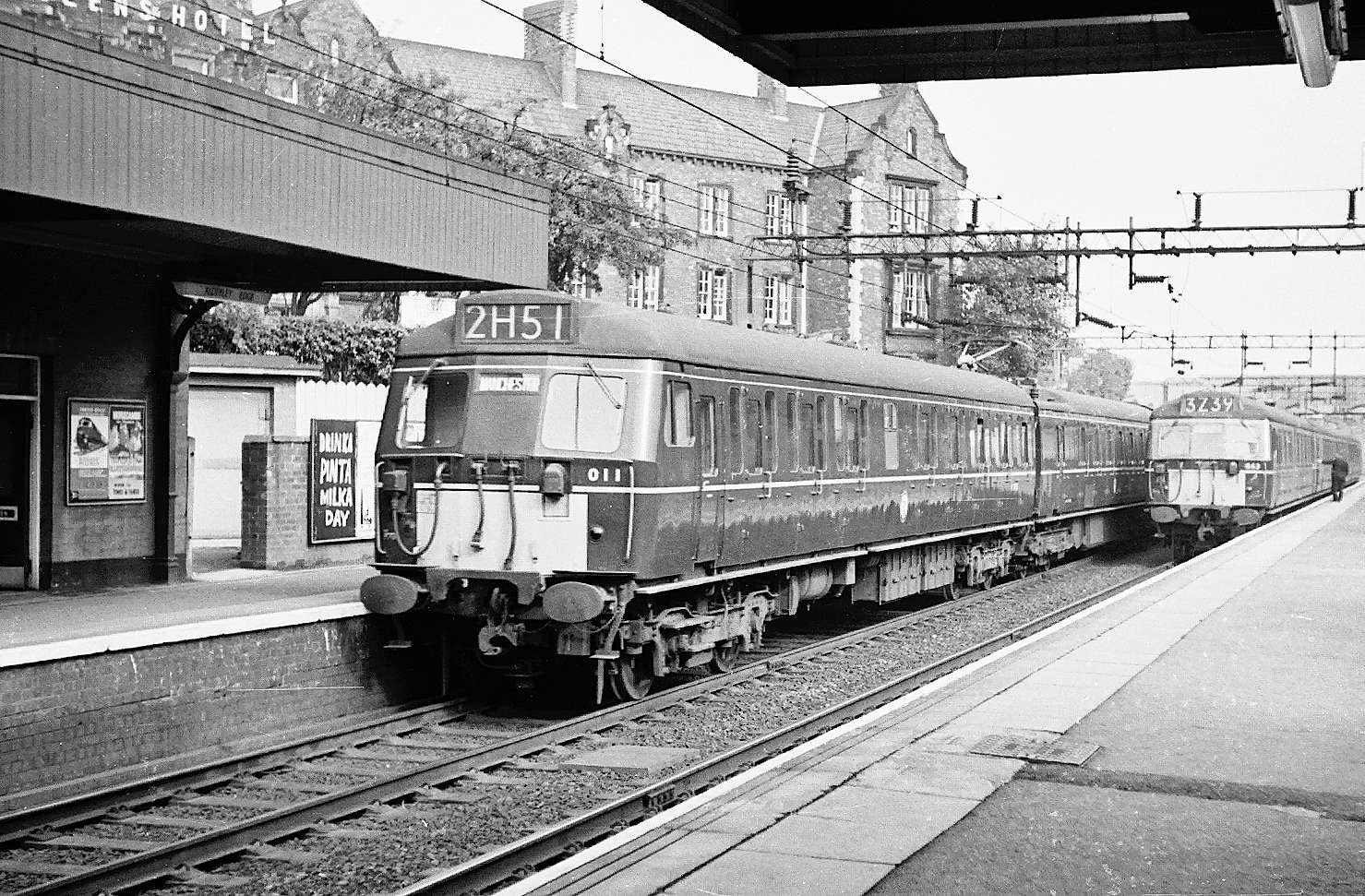
Station Alderley Edge in 1962